# Ionosporus
Ionosporus is een geslacht van schimmels behorend tot de familie Boletaceae. De typesoort is Ionosporus longipes.

## Soorten
Volgens Index Fungorum bevat dit geslacht twee soorten (peildatum augustus 2023):
| Soortnaam            | Auteur(s)                                                 | Publicatiejaar |
| -------------------- | --------------------------------------------------------- | -------------- |
| Ionosporus australis | Khmeln. & Halling                                         | 2018           |
| Ionosporus longipes  | (Massee) Khmeln., Davoodian, Raspé, S.M.L. Lee & Halling, | 2018           |